# Податкова ставка
Податкова ставка — законодавчо визначена величина податкових нарахувань на одиницю вимірювання податкової бази: величина податку з одиниці земельної площі, ваги, кількості товару, частка від вартості об’єкта оподаткування тощо. Якщо стягується з доходів у грошовому виразі, то податкова ставка встановлюється у вигляді грошової суми за один об’єкт.
Розрізняють такі основні види податкової ставки:
- тверді — встановлюються в абсолютній сумі на одиницю оподаткування. Такий вид ставки застосовується: при оподаткуванні землі, при стягуванні акцизного податку, при сплаті податку на транспорт;
- пропорційні — застосовуються в однаковій величині, незалежно від розміру податкової бази. Приклад — ставка податку з доходів фізичних осіб.
- прогресивні — зростають зі зростанням податкової бази. Приклад — ставки податку на доходи фізичних осіб, який діяв до 2003 року. На сучасному етапі в Україні прогресивних ставок немає.